# Мішель Ефруссі
Мішель Ефруссі (10 травня 1844, Одеса ― 5 січня 1914, Париж) ― французький банкір.

## Біографія
Мішель Ефруссі народився 10 травня 1844 року в Одесі, у сім'ї Чарльза Йоахіма Ефруссі і Генрієтти Гальперсон. Його батько був торговцем зерном, а пізніше заснував банк «Ephrussi & Co».
Разом із молодшим братом Морісом, Мішель відкривав філію банку у Парижі. Окрім банківського бізнесу Мішель також інвестував у готель «Помпадур», що у місті Фонтенбло, а також в компанію «Guapo Trinidad Oil Co. Ltd.». Також був прихильником новонародженої авіаційної промисловості і профінансував премію свого імені на Реймській авіаційній зустрічі 1910 року.
23 грудня 1872 року в Парижі Мішель Ефруссі одружився з бельгійкою Амелі Вільгельмін Ліліан Бір, племінницею композитора Якоба Лібмана Біра. У пари було троє дітей і вони поселилися на вулиці Монсо 81, що у VIII окрузі Парижа.
Мішель Ефруссі був близьким діловим партнером Ротшильдів у Парижі, а його брат Моріс одружився з Беатріс де Ротшильд. У 1900 році Мішель Ефруссі втягнувся в конфлікт через ймовірно антисемітські висловлювання графа Гі де Люберсака на адресу Роберта де Ротшильда. 4 квітня 1900 року Ефруссі та граф провели поєдинок на мечах на острові Гранд-Жатт на річці Сена що в Неї-сюр-Сен, в якому Ефруссі був поранений у груди, але незабаром одужав.
Помер 5 січня 1914 року у місті Париж.

## Чистокровні скачки
Мішель Ефруссі та його брат Моріс обидва були залучені до спорту чистокровних скачок. Мішель, зокрема, володів Фінішером, переможцем Гран-прі Парижа 1905 року, на той час найпрестижнішої гонки Франції. Інші перемоги коней Мішеля Ефруссі включають:
- Гран-прі Брюсселя[fr] — (1) — Фінішер[en] (1905)
- Гран-прі Довіля[fr] — (3) — Polyeucte (1886), Naviculaire (1892) Biniou (1909)
- Гран-прі Парижа[fr] — (1) — Фінішер[en] (1905)
- Гран-прі Сен-Клу[fr] — (1) — Фінішер[en] (1905)
- Кубок Мезон-Лаффітт[en] — (1) — Ben (1907)
- Poule d'Essai des Poulains[fr] — (2) — Gamin (1886), Beaujolais (1894)
- Poule d'Essai des Pouliches[fr] — (2) — Barberine (1885), Primrose (1891)'
- Гран-прі Шодне[fr] — (2) — Naviculaire (1891) et Fawn (1905)
- Гран-прі Даніеля Вільденштейна[fr] — (2) — Précy (1883), Lézard (1909)
- Гран-прі Діани[fr] — (3) — Barberine (1885), Bavarde (1887), Primrose (1891)
- Гран-прі Шен[en] — (1) — Фінішер[en] (1904)
- Гран-прі клубу жокеїв[fr] — (1) — Фінішер[en] (1905)
- Гран-прі князя Оранського[fr] — (2) — Athos (1888), Biniou (1909)
- Гран-прі Кергорлай[fr] — (2) — Brisolier (1887), Boissière (1893)
- Гран-прі Ноай[fr] — (2) — Gournay (1887), Primrose (1891)
- Гран-прі Роял-Оук[fr] — (3) — Gamin (1886), Bavarde (1887), Pourtant (1889)